# Handball-Regionalliga Nord 2024/25
Die Handball-Regionalliga Nord 2024/25 wurde unter dem Dach der Handballverbände Hamburg und Schleswig-Holstein organisiert. Sie ist die höchste Spielklasse des Verbundes und wird hinter der 3. Liga als vierthöchste Spielklasse im deutschen Ligensystem eingestuft. Die Regionalliga Nord ersetzt die bisherige Handball-Oberliga Hamburg/Schleswig-Holstein.

## Saisonverlauf
Die Handball-Regionalliga Nord 2024/25 war die einundvierzigste Austragung und die erste Saison seit Wiedereinführung der Liga.

### Modus
Die Regionalliga Nord wird in dieser Saison eingleisig aus 14 Mannschaften bestehen. Im Verlaufe der Saison treten die Mannschaften der Regionalliga jeweils in einer Hin- und Rückrunde gegeneinander an. Nach Abschluss der daraus resultierenden Spieltage stieg der Regionalliga Nord-Meister in die 3. Liga auf. Es stiegen so viele Mannschaften ab (maximal vier), bis die Staffelstärke von 14 Teams incl. den Aufsteigern aus den Landesverbänden und möglichen Absteigern aus der 3. Liga erreicht war. Am Ende der Saison galt bei Punktegleichheit der direkte Vergleich.

## Teilnehmer
Nicht mehr dabei sind die Auf- und Absteiger der Vorsaison. Neu hinzukamen die Absteiger (A) von der 3. Liga und die Aufsteiger (N) aus den Verbandsligen.

### Abschlusstabelle
|     | Mannschaft                      | Sp | Pkte  |
| --- | ------------------------------- | -- | ----- |
| 1.  | HG Hamburg-Barmbek              | 26 | 43:9  |
| 2.  | THW Kiel 2                      | 26 | 40:12 |
| 3.  | MTV Lübeck                      | 26 | 39:13 |
| 4.  | TSV Hürup                       | 26 | 34:18 |
| 5.  | Handball Sport Verein Hamburg 2 | 26 | 34:18 |
| 6.  | AMTV Hamburg                    | 26 | 29:23 |
| 7.  | TSV Ellerbek                    | 26 | 28:24 |
| 8.  | SG Flensburg-Handewitt 2        | 26 | 28:24 |
| 9.  | HSG S/W Rendsburg               | 26 | 23:29 |
| 10. | SG Hamburg-Nord (A)             | 26 | 18:34 |
| 11. | HSG Marne/Brunsbüttel           | 26 | 18:34 |
| 12. | FC St. Pauli (N)                | 26 | 13:39 |
| 13. | TSV Sieverstedt (N)             | 26 | 11:41 |
| 14. | TSV Weddingstedt (N)            | 26 | 6:46  |

Handballverband Hamburg

Handballverband Schleswig-Holstein

(A) = Absteiger aus der 3. Liga (N) = neu in der Liga, Bei Punktegleichheit galt der direkte Vergleich. 